# 太田恵美
太田 恵美（おおた めぐみ、1951年 - ）は、日本のコピーライター。女性。
京都市北区出身。明治学院大学卒業。
代表作は1993年開始の東海旅客鉄道（JR東海）「そうだ 京都、行こう。」キャンペーン。

## 作品
2014年時点の近作には「贅沢していい人／サントリーBOSS 贅沢微糖」「ここは水も空気も風も信じられる。／サントリー南アルプスの天然水」「Pasco 超熟」などがある。